# Gura Bîcului, Anenii Noi
Gura Bîcului este un sat din raionul Anenii Noi, Republica Moldova. Este situat pe malul Nistrului la vărsarea Bâcului și lângă lacul Sălaș.
Pe timpurile României Mari, localitatea făcea parte din plasa Bulboaca a județului Tighina, iar după cel de-al doilea război mondial aparținea de raionul Bender. După desființarea acestuia în 1962, a fost inclusă în raionul Anenii Noi. La Gura Bîcului era sediul sovhozului-fabrică "Nistru", specializat în legumicultură. În 1970 populația se ridica la 3.218 locuitori.

## Istorie
Existența satului în secolele al XV-lea și al XVI-lea este dovedită și arheologic. Au fost găsite oase de animale domestice, precum și oase de cerbi și mistreți și solzi de pește. Se practica și olăritul.
Satul și iezerele care aparțineau acestuia au fost lăsate moștenire mănăstirii Humor de către logofătul Toader Bubuiog, ctitorul mănăstirii. Acest fapt este confirmat de un document din anii 1554-1555 al domnitorului Alexandru Lăpușneanu.
„<1554-1555>
Cu mila lui Dumnezeu, noi Alexandru voievod, domnul Țării Moldova, înștiințare facem cu aceasta carte noastră tuturor ci vor căuta pre dânsa sau cetindu-să o vor auzi, precum iată acest adevărat rugătoriul nostru iegumăn și cu toți întru Hristos frați, ce lăcuiesc la mănăstire din Homor, unde este hramul adormirii presfânții stăpânii noastre de dumnezei născătoare și pururea fecioarei Marii, i-am miluit pre dânșii și pe sfântă noastră mănăstirea a Homorului cu osebită a noastră milă, am dat și am întărit dela noi întru al nostru pământ al Moldovei a lor drepte ocini, ce-au dat și au lăsat boiarul Toader Boboiog logofăt la moartea sa sfinții noastre mănăstirii Homorului, care ial au înnoit-o și au zidit și au înfrumăsățat și au întărit-o și au dat toate ocinile, cât li-au avut de danie și de cumpărătură, cate li-au avut ial într’al nostru pământ al Moldovei, satul anumi Corceștii pe Cozancea, unde i-au fost curte iui și satul anumi Feredienii pe Sătna și cu mori în Sitna și jumătate de sat de Avrămeni, pe părăul Vâlhovăț și jumătati de sat de Dârzca și satul pe Bâc, între Drăganul și între Purcelul, anume Boboiojii și cu mori în Bâcu și jumătate de sat de pricutoc Fetia Gotca, dela Ruși, în Cobilea, partea den jos și pe den jos de acie, una bucată de sat de acieș Ruși, anume cutul de cătră biserică și satul Davidova, în gura Bâcului pe malul Nistrului și cu toate ezărașe și satul Boboiojii la Bileoa și alt satul Boboiojii pe den jos de Troian, unde să numește la Fântâna cea Marea.

...

Iar spre mai mari credință și întăritură a toate de mai sus scrisă, poruncit-am credinciosului nostru boiar a scrie și pecetea noastră cu ligarea să o anine cătră această cartea noastră.

Au scris Ion Tăutul.

Copie aceasta de pe uricul scris sârbești s'a scos de mini, pi’nțăles de pe matca sa semine și s'au posleduit den cuvânt în cuvânt, mărturisesc cu a me iscălitură, în orașul Iași, anul 1786, noiembrie, 20. Andrei Dașcovici, tălmaci sârbesc.”
Treizeci de ani mai târziu satul aparținea familiei Movileștilor. Se cunoaște un document, datat cu 26 februarie 1586, potrivit căruia Dumitru Movilă, mare vătaf de ținutul Sucevei, și soția sa Lupa, și cu copiii lor, au făcut danie satul Davida mănăstirii Sucevița. Satul și-a păstrat denumirea de Davida până târziu. Astfel, mărturia hotarnică a moșiilor Ciumeșeni și Păducheni din 27 martie 1700 era semnată de un oarecare Vasile vornicel „nemesnic ot Davida.” Pe timpurile Principatului Moldovei, satul făcea parte din ocolul Satelor de Jos din ținutul Orhei și a fost un timp îndelungat extremitatea sud-estică a pământurilor controlate de domnitorii Moldovei, la sud de Bâc fiind deja teritoriul raialei Benderului, iar la est de Nistru alte posesiuni otomane. Astfel, Letopisețul anonim al Țării Moldovei (1661-1709) menționează că domnul Moldovei Antioh Cantemir, primind poruncă de la Poartă să meargă la Tighina pentru a participa la lucrările de fortificare a cetății, s-a pornit din Iași la 20 aprilie 1703 și, după un scurt popas făcut la Chișinău, „a purces în gios pe Bâc pe marginea țării până în țărmurile Nistrului la satu la Davida la hotarul țării.”
Pe timpurile Imperiului Rus, satul aparținea de plasa Telița a ținutului Tighina. La începutul secolului al XIX-lea era cunoscut deja cu numele de Gura Bîcului și era stăpânit de generalul Catargi. Recensământul din 1817 găsea în satul Gura Bîcului 26 de gospodării țărănești cu 120 de fălci de pământ arabil, 300 de fălci de fâneață, 20 de fălci sub seliștea satului. Mai era un lac cu pește (Ghiolul) și două mori pe Bâc. În 1827 satul avea 37 de gospodării de țărani și 3 familii de mazili. Ceva mai târziu, aici au fost așezate cu traiul și câteva zeci de familii de ucraineni, cărora li s-a dat și pământ. Catagrafia din 1859 înregistra 441 de locuitori, moșia aparținînd colonelului Ianovski, urmaș al lui Catargi; în 1875 – 154 de case, 663 de locuitori, 116 cai, 287 de vite cornute mari, 1638 de oi; în 1904 – 279 de case, cu 2871 de locuitori, un pod plutitor peste Nistru, pescărie, stupi. În a doua jumătate a secolului al XIX-lea, colonelul Ianovski a construit conacul Dragalina. În 1888 este construită școala primară și în 1890 biserica Sf. Ierarh Nicolae.
<div class="transborder" style="position:absolute;width:100px;line-height:0;
Structura etnică a populației în 1930
     Români (98%)
     Ruși (0,95%)
     Evrei (0,53%)
     Alte etnii (0,52%)
La recensământul general al populației din 1930, în satul Gura Bâcului au fost înregistrate gospodării și numărați 2814 locuitori, inclusiv 1097 bărbați și 1069 femei. Cea mai numeroasă etnie au constituit românii - 2758 persoane, urmați de 27 ruși, 15 evrei, 5 maghiari, 4 poloni, 3 ucraineni, 1 bulgar și 1 turc. La recensământ a fost înregistrată limba maternă a locuitorilor, astfel 2748 persoane au indicat limba română, 5 persoane - limba maghiară, 37 persoane - limba rusă, 3 persoane - limba ucraineană, 1 persoană - limba sârbă, 19 persoane - limba idiș și 1 persoană - limba turcă (găgăuză). Gradul de alfabetizare era de 29,0% sau 619 peroane știutori de carte, inclusiv 7 persoane aveau studii universitare.
Podul de la Gura Bîcului a fost dat în exploatare în 1982 și detonat de forțele separatiste în cursul războiului din Transnistria. Deși a fost refăcut încă în 2000, din cauza împotrivirii autorităților din Transnistria, a fost deschis pentru circulație abia în 2017.

## Demografie
Structura etnică a populației în 2004
     Moldoveni/Români (96,41%)
     Ruși (1,52%)
     Ucraineni (1,17%)
     Alte etnii (0,9%)
Conform datelor recensământului din 2004, populația localității este de 3.427 locuitori, dintre care 1.676 (48,91%) bărbați și 1.751 (51,09%) femei. Structura etnică a populației în cadrul localității arată astfel:
- moldoveni — 3.294;
- ucraineni — 40;
- ruși — 52;
- găgăuzi — 7;
- bulgari — 8;
- români — 10;
- evrei — 1;
- țigani — 7;
- altele / nedeclarată — 8.

## Administrație și politică
Componența Consiliului local Gura Bîcului (13 consilieri), ales la 5 noiembrie 2023, este următoarea:
|  | Partid                                       | Consilieri | Componență | Componență | Componență | Componență | Componență | Componență | Componență |
|  | -------------------------------------------- | ---------- | ---------- | ---------- | ---------- | ---------- | ---------- | ---------- | ---------- |
|  | Partidul Acțiune și Solidaritate             | 7          |            |            |            |            |            |            |            |
|  | Platforma Demnitate și Adevăr                | 3          |            |            |            |            |            |            |            |
|  | Partidul Socialiștilor din Republica Moldova | 2          |            |            |            |            |            |            |            |
|  | Candidat independent VALERII GUDIMA          | 1          |            |            |            |            |            |            |            |

## Galerie

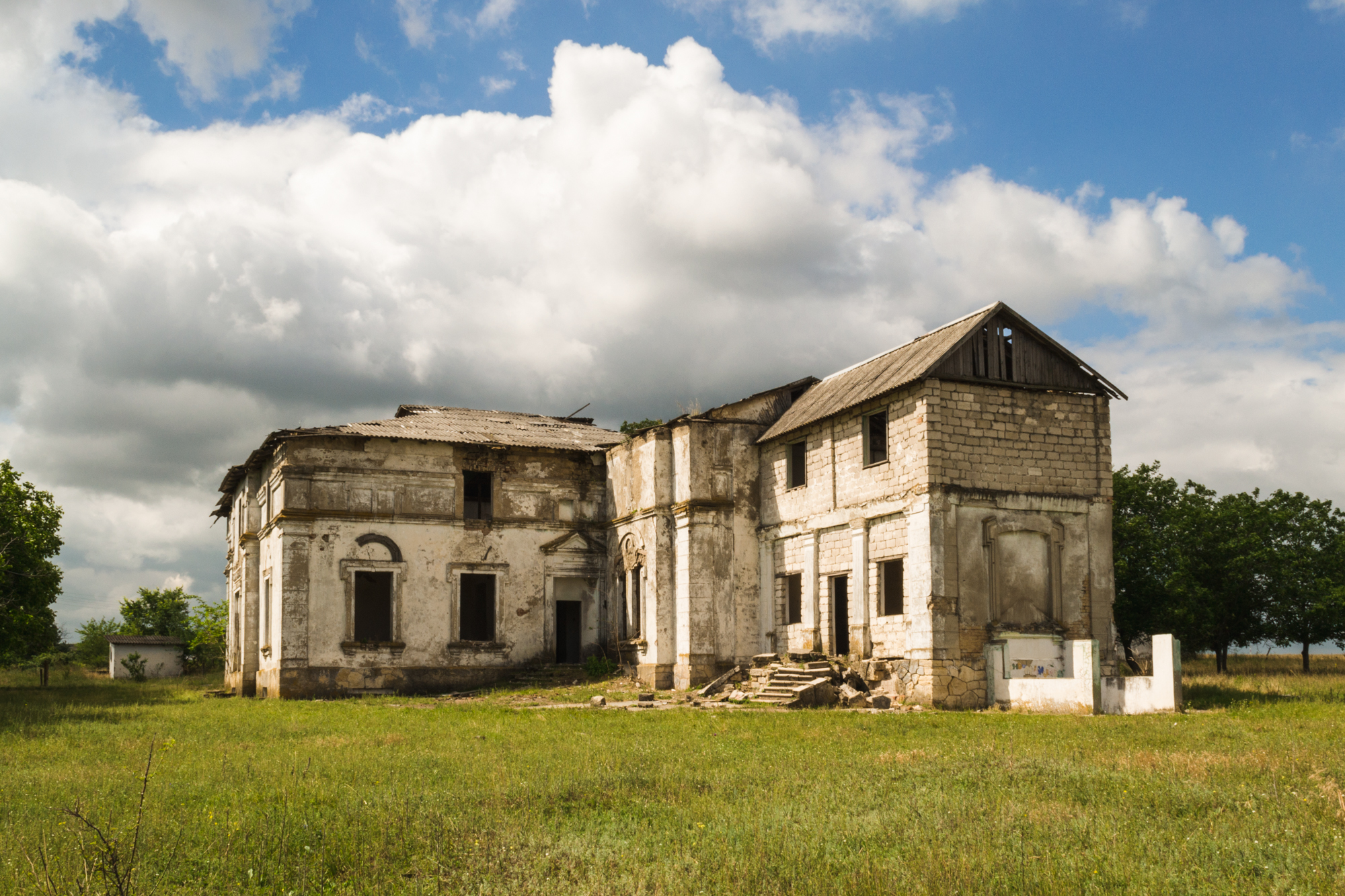
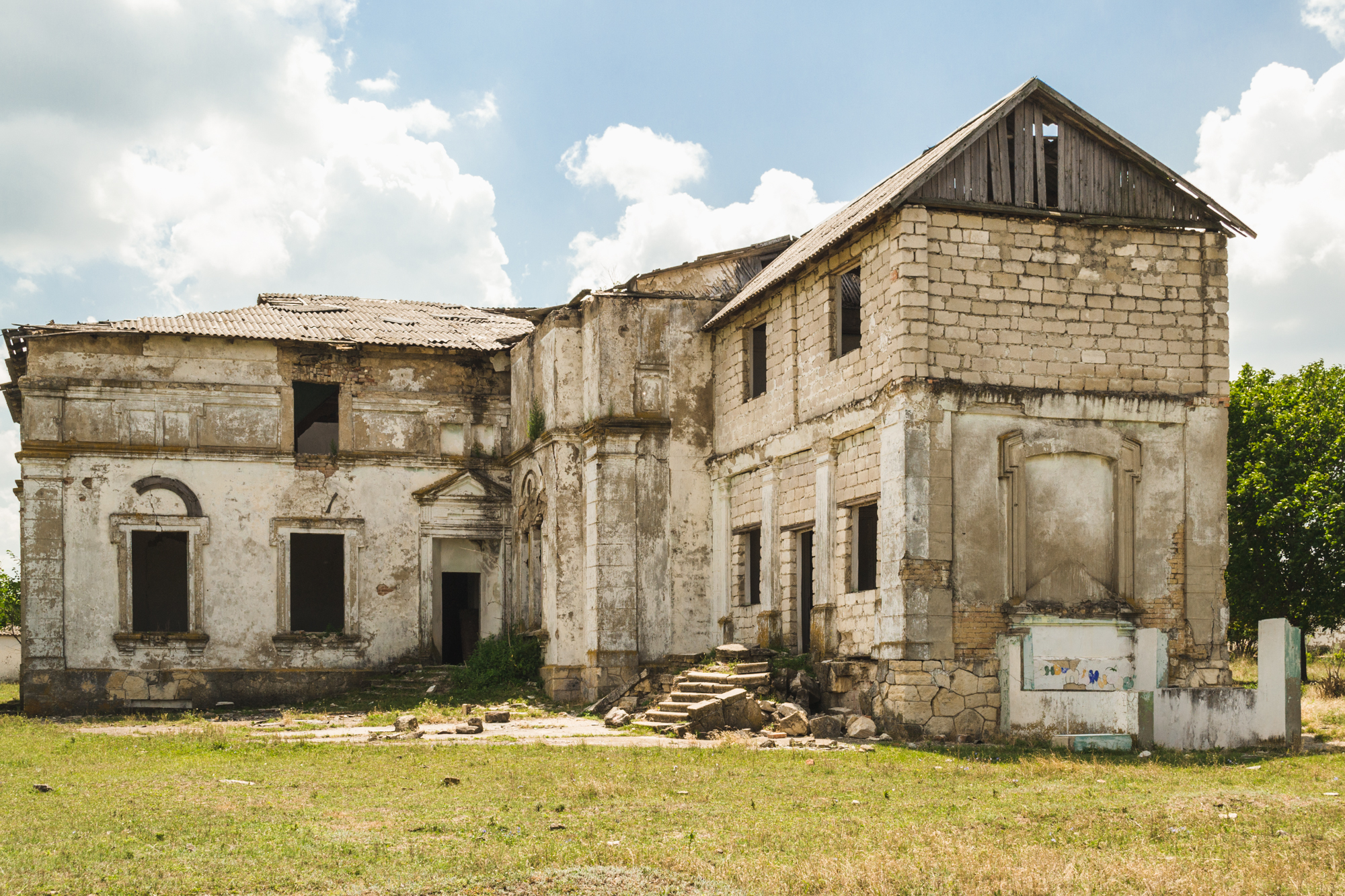
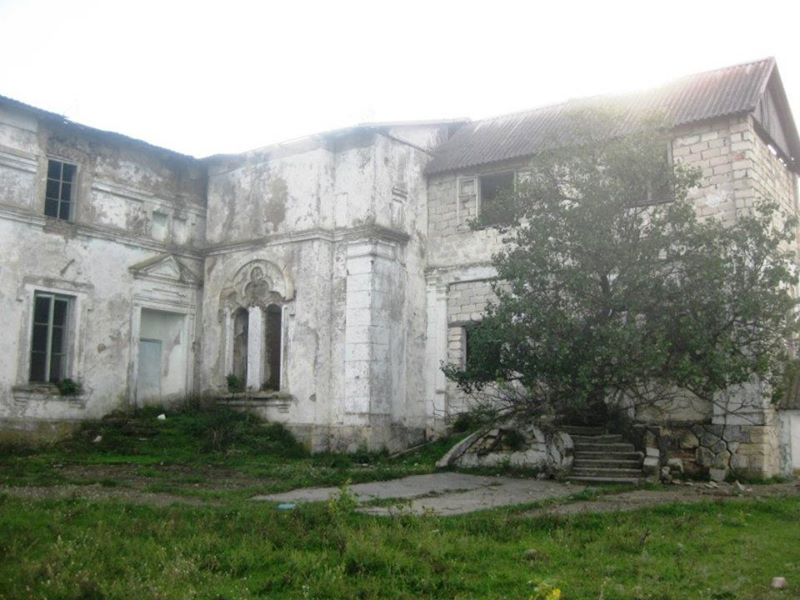
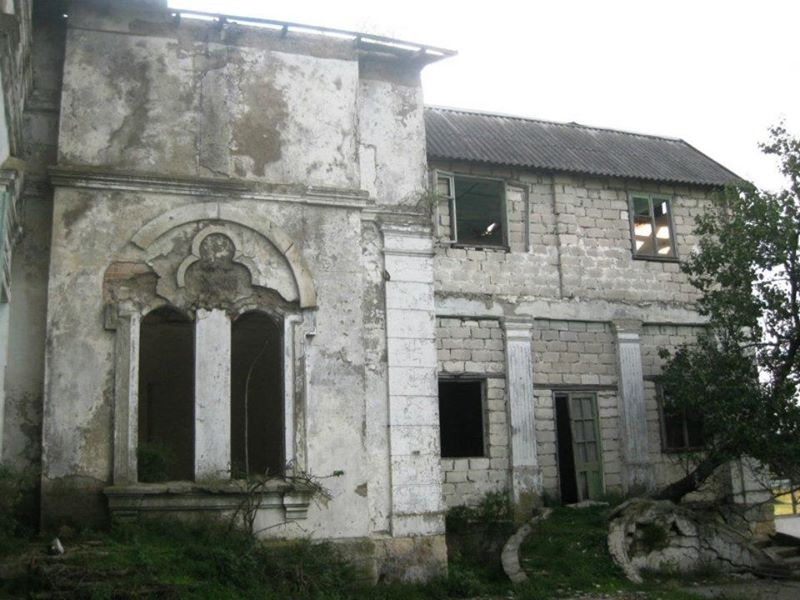
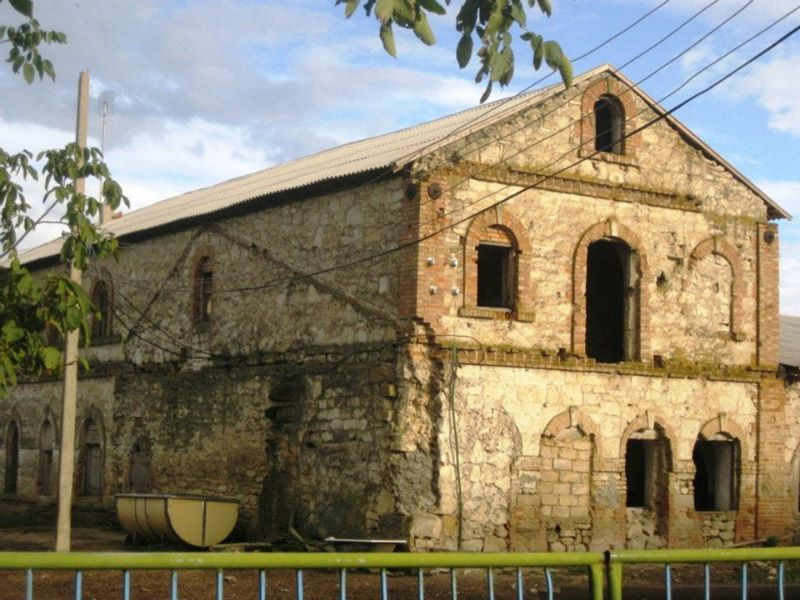
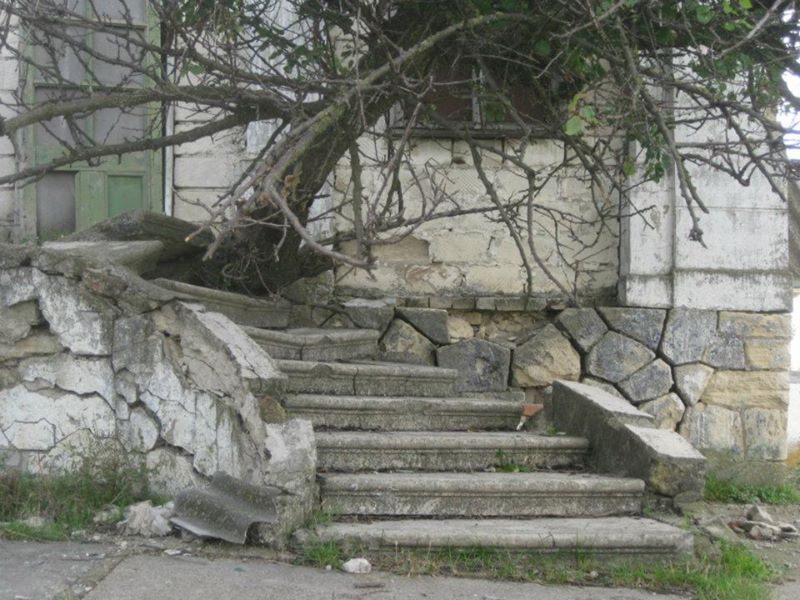

Conacul familiei Janovski
Alte locuri

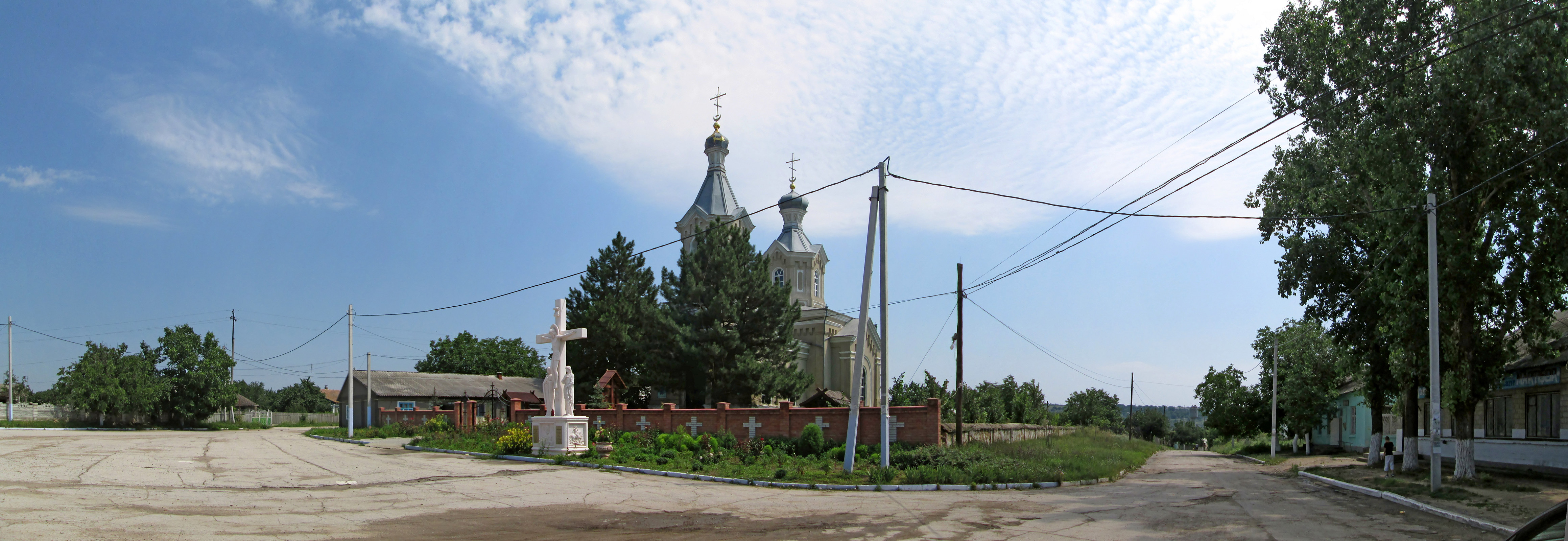
Biserica „Sfântul Ierarh Nicolae“ din localitate.
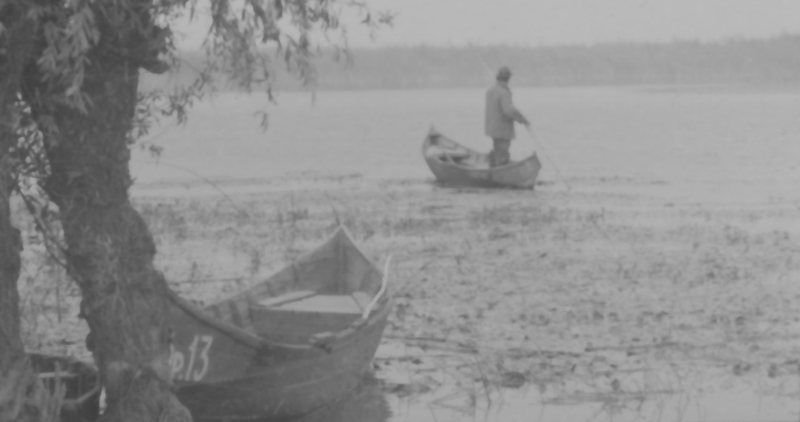
Pescuit la Nistru (1968).
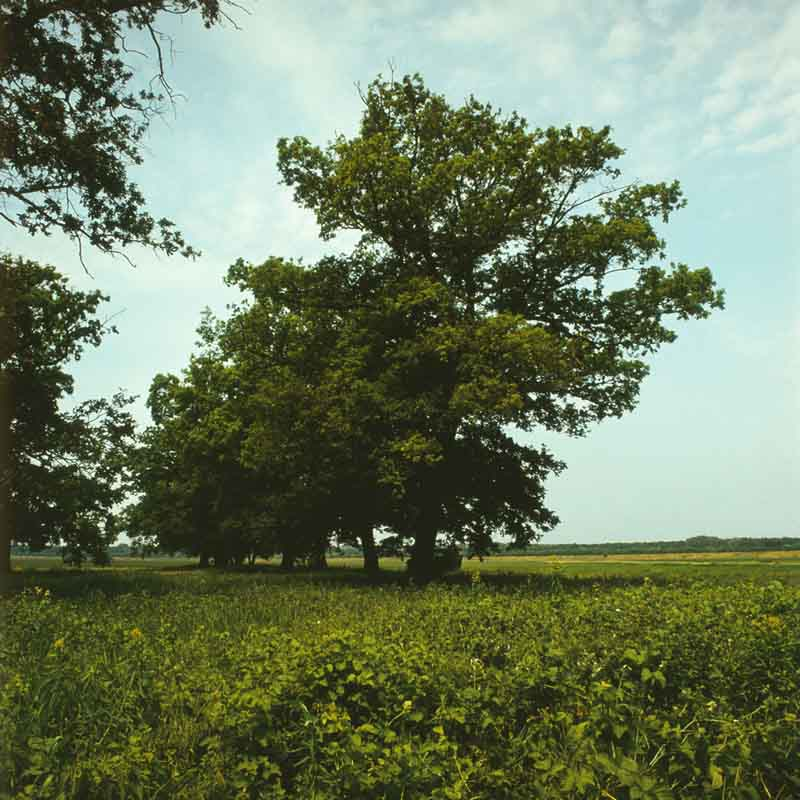
Peisaj de lângă sat (1980).
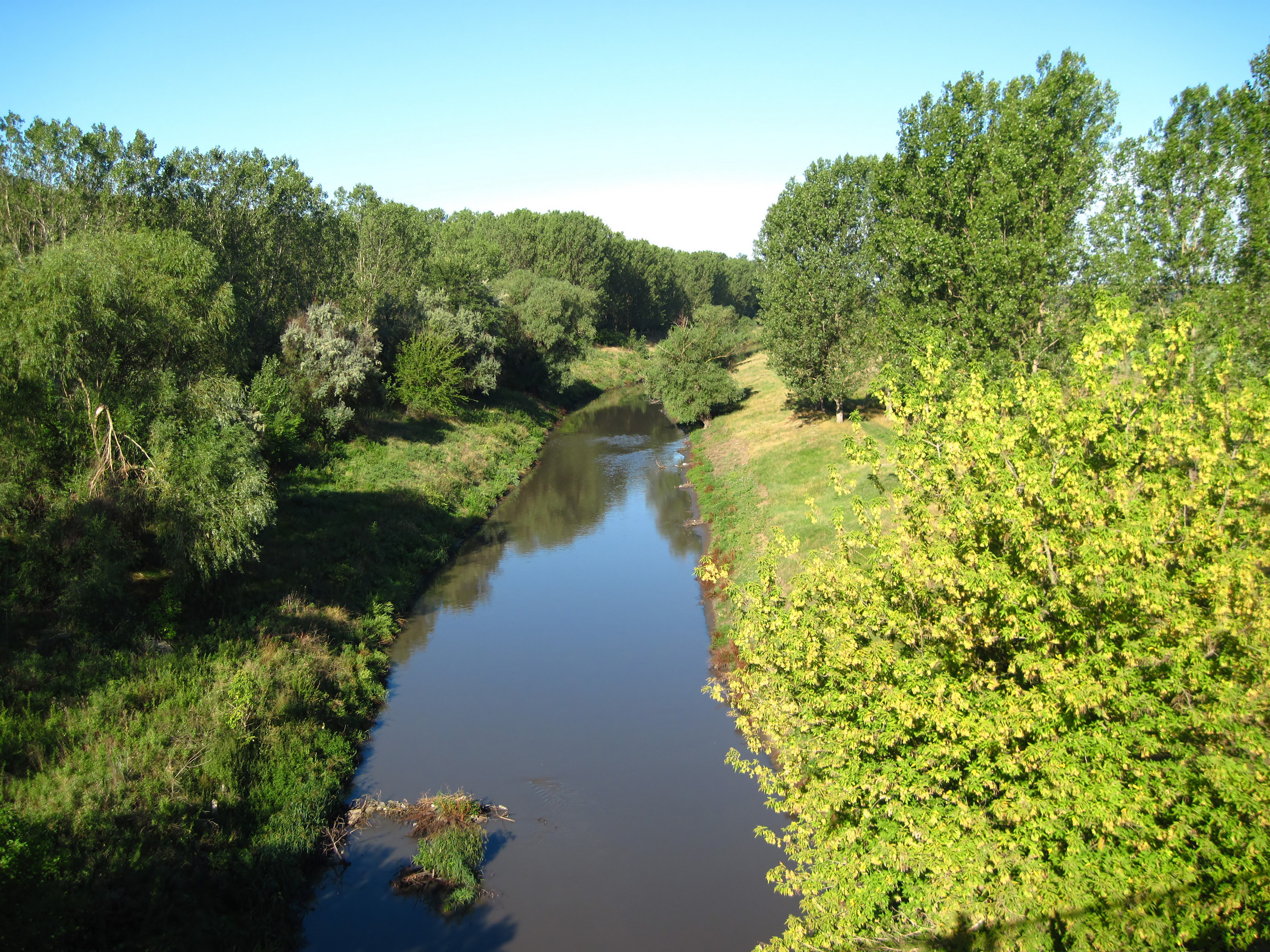
Râul Bâc între Varnița și Gura Bîcului.

## Vezi și
- Conacul familiei Ianovski